# Churchill Cup 2005
La Churchill Cup 2005, ufficialmente Barclays Churchill Cup 2005 per ragioni di sponsorizzazione, fu la 3ª edizione della Churchill Cup, torneo internazionale di rugby a 15 organizzato annualmente dall'International Rugby Board.
L'edizione si tenne per la terza volta consecutiva in Canada nel mese di giugno allo stadio del Commonwealth della città di Edmonton.
I Māori neozelandesi non si presentarono per difendere il titolo, impegnati ad affrontare i Lions britannici in tour in Nuova Zelanda. Al loro posto venne invitata a partecipare la Federazione argentina che inviò la seconda squadra nazionale, l'Argentina A. La formula prevista fu quella del torneo a eliminazione diretta fra le quattro contendenti, costituito da semifinali e finali per il 1º e 3º posto.
Ad aggiudicarsi la coppa fu per la seconda volta l'Inghilterra A che superò nettamente in finale l'Argentina A.

## Squadre partecipanti
- Argentina A
- Canada
- Inghilterra A
- Stati Uniti

## Risultati
|  | Semifinali    | Semifinali    | Semifinali  |             |               | Finale          | Finale          | Finale          |  |
|  |               |               |             |             |               |                 |                 |                 |  |
|  | Stati Uniti   | Stati Uniti   | 30          |             |               |                 |                 |                 |  |
|  | Stati Uniti   | Stati Uniti   | 30          |             |               |                 |                 |                 |  |
|  | Argentina A   | Argentina A   | 34          |             |               |                 |                 |                 |  |
|  | Argentina A   | Argentina A   | 34          |             | Inghilterra A | Inghilterra A   | 45              |                 |  |
|  |               |               |             |             | Inghilterra A | Inghilterra A   | 45              |                 |  |
|  |               |               | Argentina A | Argentina A | 16            |                 |                 |                 |  |
|  | Canada        | Canada        | Argentina A | Argentina A | 16            | 5               |                 |                 |  |
|  | Canada        | Canada        |             |             |               | 5               |                 |                 |  |
|  | Inghilterra A | Inghilterra A | 29          |             |               | Finale 3º posto | Finale 3º posto | Finale 3º posto |  |
|  | Inghilterra A | Inghilterra A | 29          |             |               |                 |                 |                 |  |
|  |               |               |             |             |               |                 |                 |                 |  |
|  |               |               |             |             |               | Canada          | Canada          | 19              |  |
|  |               |               |             |             |               | Canada          | Canada          | 19              |  |
|  |               |               |             |             |               | Stati Uniti     | Stati Uniti     | 20              |  |

### Semifinali
| Arbitro: | Pierre Drolet |

|                                     |      |                                                          |
| Wyatt 22’ MacDonald 37’ Viljoen 52’ | mt   | 6’ Albina 40’ Henn 45’, 80’ Leonelli Morey 68’ Avramovic |
| Viljoen 22’, 37’, 52’               | tr   | 40’, 45’, 68’ Fernández Miranda                          |
| Viljoen 10’, 31’, 62’               | c.p. | 72’ Fernández Miranda                                    |

| Arbitro: | Alan Klemp |

|               |    |                                                                |
| Carpenter 75’ | mt | 23’ Sackey 29’ Vesty 50’ Voyce 68’ Simpson-Daniel x’ Sanderson |
|               | tr | 30’, 51’ Goode                                                 |

### Finale per il 3º posto
| Arbitro: | Rob Debney |

|                              |      |                       |
| Carpenter 64’                | mt   | 49’ Wyatt 10’ Palefau |
| Fairhurst 64’                | tr   | 11’, 49’ Hercus       |
| Fairhurst 15’, 24’, 45’, 54’ | c.p. | 2’, 59’ Hercus        |

### Finale
| Edmonton 26 giugno 2005, ore 21 UTC-6 | Inghilterra A | 45 – 16 referto | Argentina A | Stadio del Commonwealth (17000 spett.) |